# Иванищи (сельское поселение)
Муниципальное образование «Посёлок Иванищи» — сельское поселение в Гусь-Хрустальном районе Владимирской области Российской Федерации.
Административный центр — посёлок Иванищи.

## История
Муниципальное образование «Посёлок Иванищи» образовано 25 мая 2005 года в соответствии с Закон Владимирской области № 69-ОЗ. В его состав вошли территория посёлка Иванищи и бывшего Неклюдовского сельсовета.

## Население
| 2010  | 2011  | 2012  | 2013  | 2014  | 2015  | 2016  | 2017  | 2018  |
| ----- | ----- | ----- | ----- | ----- | ----- | ----- | ----- | ----- |
| 2391  | ↘2381 | ↘2325 | ↘2287 | ↘2230 | ↘2197 | ↘2168 | ↘2122 | ↘2083 |
| 2019  | 2020  | 2021  |       |       |       |       |       |       |
| ↘2040 | ↘2007 | ↗2190 |       |       |       |       |       |       |

## Состав сельского поселения
| №  | Населённый пункт | Тип населённого пункта | Население |
| -- | ---------------- | ---------------------- | --------- |
| 1  | Андреевская      | деревня                | ↗24       |
| 2  | Гаврино          | посёлок                | ↗66       |
| 3  | Иванищи          | посёлок                | ↘1633     |
| 4  | Митенино         | деревня                | ↗5        |
| 5  | Неклюдово        | деревня                | ↗191      |
| 6  | Неклюдово        | посёлок                | ↘188      |
| 7  | Николополье      | деревня                | →0        |
| 8  | Осташево         | деревня                | ↗11       |
| 9  | Потаповская      | деревня                | ↗29       |
| 10 | Пшеницино        | деревня                | ↗18       |
| 11 | Степаново        | деревня                | ↗25       |